# Армазі (міфологія)
Армазі (груз. არმაზი) — дохристиянське божество грузинів, глава пантеону богів Картлійського (Іберійського) царства (Східна Грузія). Відповідно до літописів, культ Армазі встановив цар Фарнаваз I (3 ст. до н. е.). Можливо, поклоніння Армазі виникло під впливом божества місяця народів Малої Азії, ім'я якого перегукується з хетським Арма (Армасін). Ідол Армазі у вигляді воїна в мідній кольчузі і в золотому шоломі, з мечем у руці, був встановлений в релігійному і політичному центрі Іберії, названому на честь Армазі — Армазціхе (на території сучасної Мцхети). Армазі — синкретичне божество, він поєднував функції верховного бога (повелитель неба, грому, дощу та рослинного світу) і бога-воїна. У період становлення грузинської державності культ Армазі протиставлявся культам місцевих племінних божеств. З прийняттям християнства Іберія (30-і рр. 4 ст.) культ Армазі був скасований.